# Maximilian Silberberg
Maximilian „Max“ Silberberg (* 10. September 1878 in Wien; † 31. Dezember 1946 in Jerusalem, Palästina) war ein österreichischer Industrieller und Chemiker.

## Leben
Silberberg kam in Wien als Sohn eines jüdischen Kaufmanns zur Welt und studierte nach dem Besuch der Realschule von 1896 bis 1899 zunächst an der chemisch-technischen Schule der Technischen Hochschule in Wien, wo er der AV Kadimah beitrat und danach an der Universität Basel, wo er am 16. Juni 1902 mit einer Dissertation zum Thema „Über den Einfluss der Hydrierung auf das Drehungsvermögen“ zum Dr. phil. promovierte. Anschließend soll er als Assistent an der Universität Bern gearbeitet haben, kehrte aber jedenfalls danach wieder nach Wien zurück, wo er 1904 einen Apparat für Gasentwicklung durch Bakterien erfand und sich 1905 mit Ernestine (Esther) verw. Sonnenblum geb. Adler (* 17. September 1879 in Garsten/Oberösterreich; † 18. Juli 1963 in Haifa/Israel), vermählte. Dass er bis etwa 1907 als Chemiker in der Ankerbrotfabrik in Wien gearbeitet hat, ist höchstwahrscheinlich darauf zurückzuführen, dass seine Ehefrau die Tochter des Bäckermeisters Emanuel Adler war, der angeblich ein Mitbegründer der Wiener Ankerbrotfabrik der Gebrüder Mendl gewesen ist.
In der Folge wandte sich Silberberg dann jedoch der Erdölindustrie zu, unternahm zahlreiche Reisen durch Europa sowie die USA und war – teils mit eigenen Firmen, teils über Firmenbeteiligungen – vor allem auf dem Gebiet der Erdölprospektion, unter anderem in Galizien, führend tätig. 1913 errichtete der Architekt Arnold Karplus (1877–1943) an der Adresse Wien XIX. (Döbling), Blaasstraße 19 für das Ehepaar Max und Ernestine Silberberg die „Villa Dr. Silberberg“.

## Kriegs- und Zwischenkriegszeit
Im 1. Weltkrieg leitete Silberberg anfänglich mehrere Petroleumgruben in Borysław (Boryslav/Galizien). Als jedoch die Kontrolle über die galizischen Erdölquellen im Verlauf des Krieges verloren ging, begann er mit seiner 1916 gegründeten Wallerner Erdöl-Gesellschaft (der 1917 auch die Gründung einer Salzburgischen Erdöl-Gesellschaft folgte), im Raum Wels mit der Suche nach alternativen Erdölvorkommen. Nachdem zuvor bereits in Wallern durchgeführte Versuchsbohrungen gescheitert waren, förderten weitere Bohrversuche 1917 und 1918 im Schönauer Ortsteil Schallerbach aus 461,3 Metern Tiefe unerwartete Thermalquellen zu Tage, eine Entdeckung, die 1921, nachdem Silberberg seine sämtlichen Rechte samt Bohrausrüstung um 6,25 Millionen Kronen an die vom Land Oberösterreich und den Gemeinden Wallern und Schönau gegründete Schwefelbad Schallerbach GesmbH verkauft hatte, zur Gründung des Kurortes Schallerbach (Bad Schallerbach) führte.
Nach dem Verlust des an Erdölquellen reichen Galizien und der mehr oder weniger erfolglosen Suche nach neuen Erdölvorkommen auf österreichischem Boden bewog die große Not der Kriegsjahre Max und Ernestine Silberberg, das Gut Gasteil in Prigglitz zu erwerben, um es zu einer eigenen Landwirtschaft auszubauen, wozu Silberberg am 4. März 1922 in der „Wiener Landwirtschaftlichen Zeitung“ ein Inserat schaltete, mit dem er für einen „mittleren Besitz in der Goggnitzer Gegend“ einen „Knecht, der mit Pferden und landwirtschaftlichen Maschinen umgehen kann“ suchte. Mit der Adaptierung des in desolatem Zustand erworbenen Anwesens beauftragte Silberberg den Architekten Hubert Gessner (1871–1943), der zuvor eine Arbeiterwohnanlage im nahen Gloggnitz geplant hatte und der später zu einem der prägenden Architekten im Roten Wien avancierte. Gessner projektierte zwar für Gut Gasteil neben Wirtschaftsbauten auch einen dreigeschoßigen Wohntrakt, doch verkaufte Silberberg den Landsitz 1925 bereits wieder, bevor noch alle Arbeiten abgeschlossen waren.

## Flucht und Auswanderung
Nach dem „Anschluß“ und der Machtübernahme durch die Nationalsozialisten im Jahr 1938 verlor Silberberg, der ein anerkannter Petroleumfachmann und auch noch nach Kriegsende bis 1924 als Chemiker und Petroleumindustrieller in Ustrzyki Dolne tätig sowie später vor allem als Konsulent internationaler Firmen sowie als Verwaltungsrat der „NAWAG“ (Naphta- und Warenhandels AG) gefragt war, als Jude sein gesamtes Vermögen. 1939 flüchtete er mit seiner Frau zunächst nach Italien und von dort weiter nach Palästina zu seiner Tochter Anna (1906–1980), die dort als Lehrerin arbeitete und ab 1931 mit dem Professor für Elektrotechnik Stefan Stricker verheiratet war.